# Joey Santiago
Joey Santiago (Manilla, 10 juni 1965) is een Filipijns-Amerikaans gitarist en componist. Santiago is het best bekend als de leadgitarist van Pixies, waarin hij sinds 1986 als mede-oprichter actief is. Nadat de band in tijdelijk 1993 stopte, schreef Santiago partituren voor film en televisiedocumentaires en vormde hij samen met zijn vrouw, Linda Mallari, The Martinis. Verder werkte hij mee aan albums van Charles Douglas en voormalig Pixies bandlid Frank Black. In 2004 werd Pixies heropgericht.
Santiago heeft zijn gitaartechniek wel omschreven als "hoekig en gebogen" en hij haalde Les Paul, Chet Atkins, Joe Pass en Jimi Hendrix aan als belangrijke invloeden op zijn stijl. Zijn gitaarspel in Pixies werd door critici hooggewaardeerd.
- International Standard Name Identifier: 0000 0003 5515 5467
- Library of Congress Control Number: no2011139643
- MusicBrainz: a51cfe50-b22b-4d01-8720-b3cacfeb3c58
- Nationale Bibliotheek van Tsjechië: xx0087842
- Système universitaire de documentation: 259970050
- Virtual International Authority File: 85884646
- WorldCat: E39PBJr3xg6tP8CGpPmHckXjmd